# 바포데 디아키테
바포데 디아키테(프랑스어: Bafodé Diakité, 2001년 1월 6일 ~ )는 프랑스의 축구 선수이다. 그의 포지션은 수비수로, 현재 잉글랜드 프리미어리그의 본머스에서 활약하고 있다.

## 어린 시절
바포데 디아키테는 2001년 1월 6일 프랑스 툴루즈에서 기니인 부모 사이에서 태어났다. 그는 프랑스와 기니 이중 국적을 보유하고 있다.

## 클럽 경력

### 툴루즈
2018년 12월 5일, 디아키테는 17세의 나이로 1-0으로 이긴 랭스와의 리그 1 경기에서 툴루즈 소속으로 프로 데뷔전을 치렀다.

### 릴
2022년 8월 5일, 릴은 디아키테와 4년 계약을 체결했다고 발표했다.

## 국가대표팀 경력
디아키테는 프랑스 청소년 국가대표팀 일원이다.

## 수상 내역
툴루즈
- 리그 2: 2021–22[5]